# Mătase de păianjen

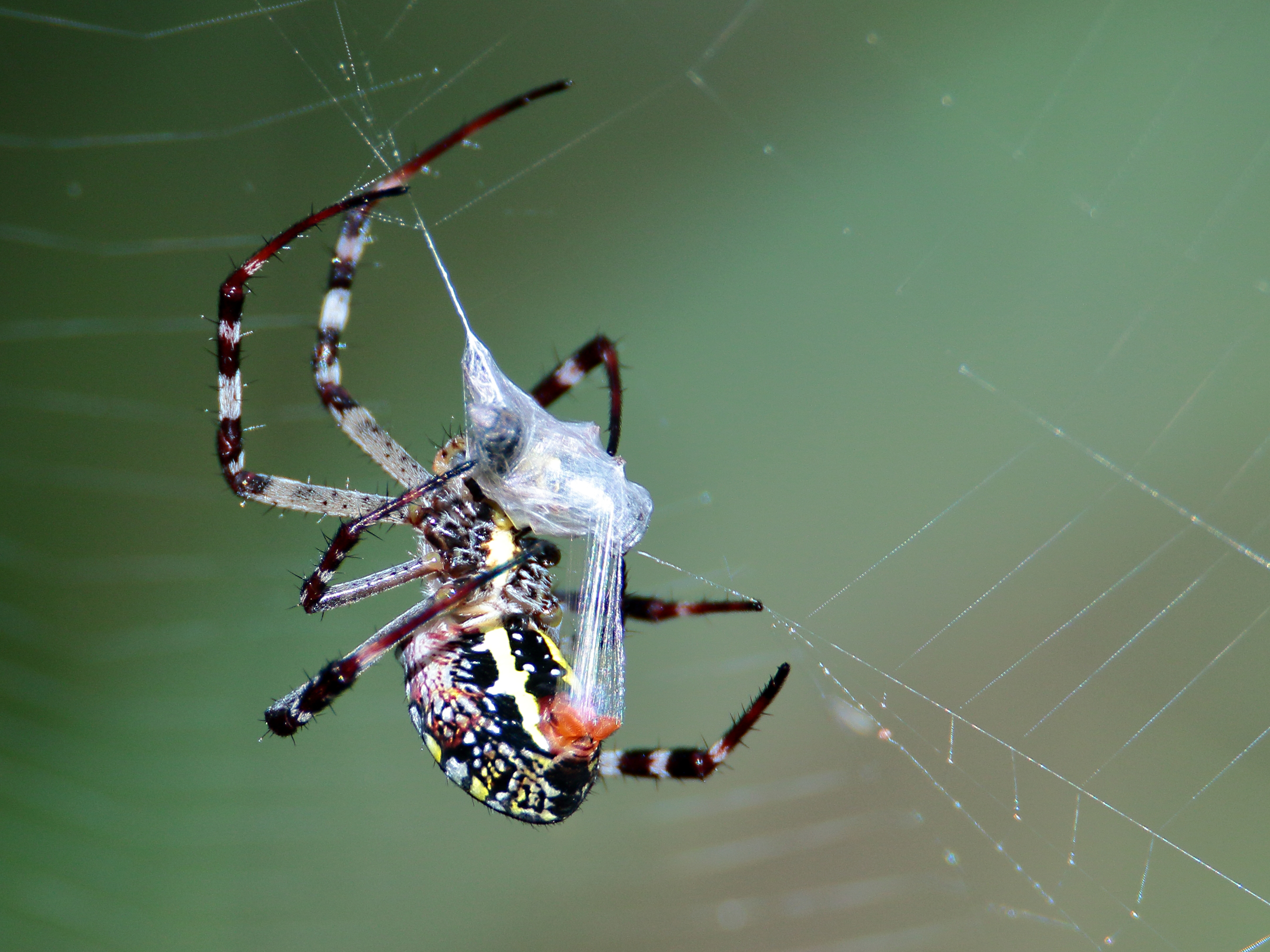
Argiope picta, înfășurând prada cu fire de mătase

Mătasea păianjenilor (pânză) reprezintă produsul glandelor sericigene, utilizată la construcția pânzelor, tapetarea pereților galeriilor, formarea coconilor etc. Majoritatea păianjenilor posedă glande sericigene care produc mătase. Chiar dacă nu toate speciile o folosesc la construcția pânzelor, majoritatea păianjenilor au capacitatea de a produce mătase, numai că este aplicată în diferite moduri. 

## Glande sericigene

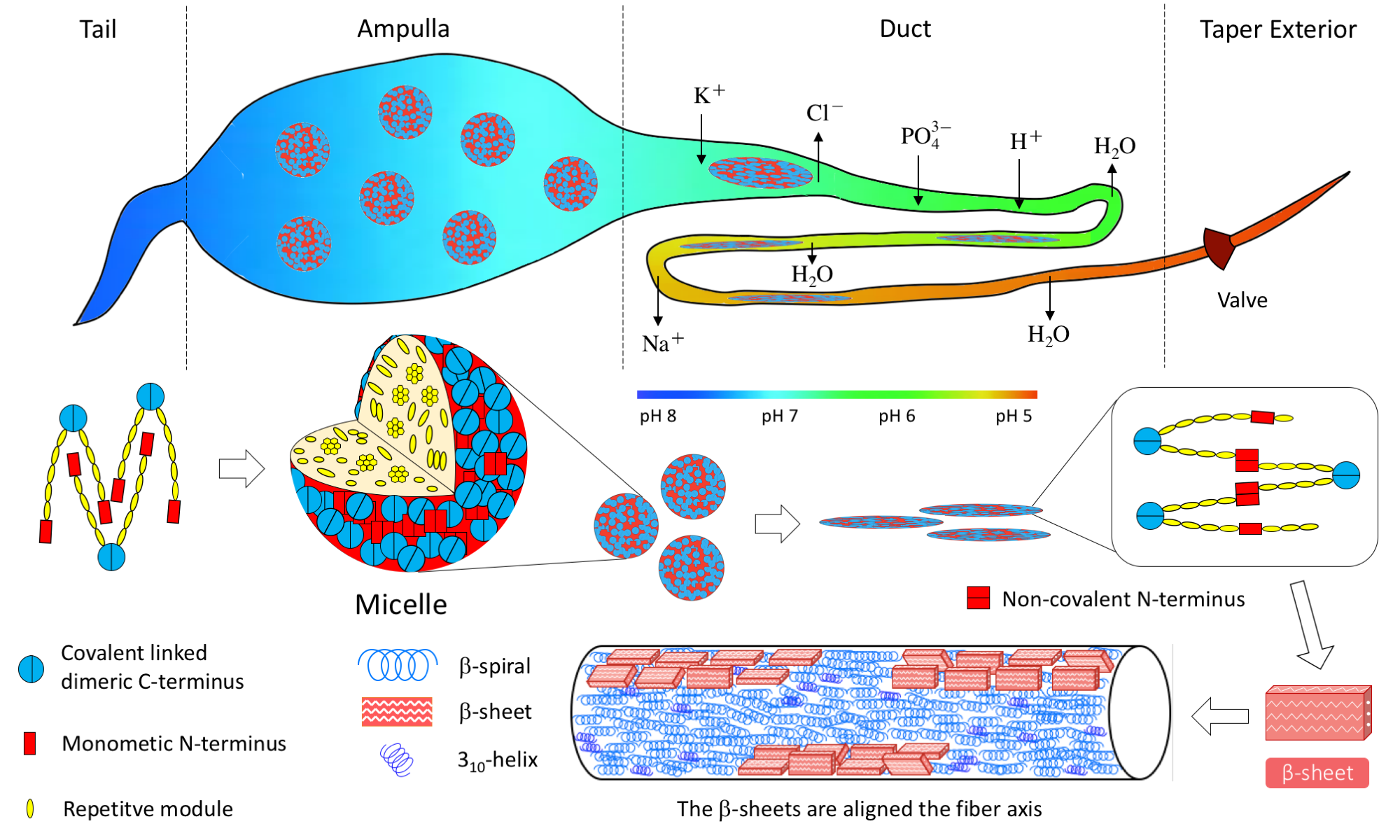
Schema aparatului de producere a mătăsii a păianjenilor și etapele de sintezăÎn procesul de producerea firului de mătase, proteinele structurale primare (din compoziția mătăsii) sunt elaborate de granulele secretoare din coada glandei sericigene. În ampulla (mediu neutru, pH = 7), proteinele formează o micelă moale de câteva zeci de nanometri. În ampulla, concentrația proteinei este foarte mare. Apoi, micelele se aplatizează când trec prin tubul de secreție al glandei sericigene. Direcția axului longitudinal al moleculelor este aliniat paralel cu direcția tubului. Odată cu înaintare, aciditatea crește (inițial, nivelul pH-ul este de 7,5-8,0 și coboară până la 5,0 spre sfârșitul tubului. În timpul transportării prin tub a complexului proteic, ce vor alcătui firul de mătase, are loc schimbul de ioni, acidificarea și absorbția apei. Aici, datorită acidității ridicate, moleculele ajung într-o stare de cristal lichid cu concentrație ridicată. În cele din urmă, mătasea este eliminată în exterior prin intermediul fuzulelor din porțiunea terminală a tubului în care se află orificiul.

Glandele sericigene sunt localizate în partea posterio-ventrală a opistosomei. În general, la păianjeni s-au descoperit șapte tipuri de glande care produc diferite fire de mătase destinate unui scop specific. Fiecare păianjen are doar unele dintre aceste glande și nu pe toate cele șapte împreună. 
Tipurile de glandele sericigene ale păianjenilor sunt:
- glandula aggregata produce mătase lipicioasă;
- glandula ampulleceae majora și minora secretă mătase pentru fire de semnalizare;
- glandula pyriformes sintetizează mătase pentru producerea firelor de fixare;
- glandula aciniformes elaborează mătase pentru învăluirea prăzii;
- glandula tubiliformes produce mătase pentru coconi;
- glandula coronatae sintetizează fire adezive.

## Organe filiere
Canalele glande sericigene se deschid prin pori situația la vârful tubușoarelor fine care, la rândul lor, se află pe organele filiere. Morfologic, organele filiere sunt formațiuni tronconice terminate la partea distală cu o placă ciuruită. Tubușoarele sunt mobil-rotative și se numesc fuzule. Numărul fuzulelor variază de la o specie la altă între 2 și 50 000. De regulă, un păianjen are trei perechi de organe filiere, dar există specii cu doar o pereche sau peste patru perechi de filiere.

## Compoziție
Din punct de vedere chimic mătase reprezintă un amestec de proteine și aminoacizi. Substanța de bază constituie fibroina (40 – 60%), se întâlnesc și alanină - 29%, glicină - 40%, glutamină - 10%, prolină - 3%, tirozină - 4% etc. Principalele componente ale mătăsii sunt glicina și alanina. Compușii acestor aminoacizi sunt capabili să formeze lanțuri de cristal care oferă duritate și rezistență firului de mătase. Golurile dintre cristale sunt umplute cu pirolină, căreia i se datorează elasticitatea mătăsii.
În compoziția mătăsii s-au identificat săruri anorganice, compuși ai sulfului și forme ionice de amine. Aceste substanțe chimice sunt implicate în reglarea conținutului de apă din pânză și în protecția împotriva microorganismelor. În mătasea de păianjen există trei substanțe care sunt importante pentru asigurarea durabilității pânzelor față de factori externi. Aceste substanțe sunt: pirolidină (C4H9N), fosfat dipotasic (K2HPO4) și de azotat de potasiu (KNO3). Pirolidina are proprietăți higroscopice, adică atrage și se leagă apă, prevenind astfel uscarea firul de mătase. 
Elasticitatea firelor este direct proporțională cu umiditatea lor. Pânzele umede oscilează la cele mai mici atingeri, pe când cele mai uscate sunt mai rigide. Fosfatul dipotasic conferă mătăsii o aciditate mai ridicată, apărând pânza de fungi și bacterii. Azotatul de potasiu împiedică denaturarea proteinelor în mediul acid.

## Proprietăți

Structura simplificată a unui fir de mătase

Diametrul mediu al unui fir din pânza păianjenilor țesători sferici (Araneidae) este în jur de 0,15 micrometri. Firul cel mai mic, ce a fost posibil de-l măsurată, are doar 0,02 μm grosime. Omul este capabili să vadă pânza doar datorită reflectării luminii solare de către fire. Aceste fire subțiri sunt capabile să oprească o albină care zboară la viteza maximă. Proteinele sericigene au o masă moleculară de 30 000 unități la nivelul glandei. La ieșire o moleculă de fibroină atinge o masă moleculară de 300 000 unități. Mult timp se credea că solidificarea mătăsii și formarea firelor are loc la contactul cu oxigenul, dar studiile actuale au demonstrat că aerul nu influențează compoziția și structura mătăsii. 
Consolidarea mătăsii lichide este produsă de fuzulele organelor filiere. Când acest lichid proteic trece prin fuzule, moleculele de proteine, ce aveau o dispersare haotică în cadrul masei lichide, se aranjează succesiv și paralele. Astfel încât, la ieșire, densitatea firului este mai mare decât cea a masei lichide. Solidificarea este cauzată de aranjarea spațială a proteinelor.
Firele de mătasea păianjenilor sunt unice, deoarece sunt extrem de rezistente și, totodată, elastice. De exemplu, firul de păianjenului cu cruce (Araneus diadematus) poate fi alungit cu 30 - 40% înainte de a se rupe. În comparație firele de oțel pot fi alungite doar cu 8%, cele de nailon în jur de 20%. Firele specie Stegodyphus sarasinorum (Eresidae), datorită tehnicii sale de țesere, pot fi întinse până la o lungime ce ar întrece de 20 de ori pe cea inițială. Cea mai trainică pânză are Caerostris darwini (Araneidae). Deși are doar 2,5 cm, acest păianjen construiește pânze care au o suprafață de circa 2,8 m2, fiind asigurată de fir speciale de ancorare de circa 30 de metri lungime. Astfel, ei își pot amplasa "capcanele" în locuri neobișnuite, cum ar fi deasupra albiei unui râu. Pentru a rezista la așa mărimi, mătasea produsă de păianjen este mai rezistentă decât firele de kevlarul de aceleași dimensiuni. 
Un fir cu grosimea de 1 micrometru cu o lungime 20 m cântărește aproape 1 mg. Un fir cu lungimea ecuatorului, de 40 000 km cântărește circa 500 g. Combinația dintre elasticitate și rezistență face mătasea un material ideal pentru construcția plaselor de vânătoare. Pânza este destul de trainice pentru poate rezista la impactul cu o insectă, fiind, în același timp, suficient de elastice pentru a nu se rupe sub greutatea prăzii.
Mătasea păianjenilor este rezistentă și la temperaturi înalte. Firele de mătasea la Araneus sunt stabile termic până la temperatura de 230° C, descompunerea începând la 250°C.